# Mario Medina
Mario Medina Rojas (Juchitán, 2 settembre 1952) è un ex calciatore messicano, di ruolo centrocampista.

## Carriera
Con la Nazionale messicana ha preso parte al campionato del mondo 1978, tenutosi in Argentina.